# Hallelujah/April
Hallelujah/April è un singolo dei Deep Purple pubblicato nel 1969 come quinto negli USA e come terzo nel Regno Unito.

## Tracce
Lato A
1. Hallelujah – 3:10 (Roger Cook, Roger Greenaway)

Lato B
1. April – 4:00 (Ritchie Blackmore, Jon Lord)